# El Mokrani
El Mokrani ou El Madjen (em árabe: المقراني) é uma pequena cidade e comuna localizada na província de Bouira, Argélia. Segundo o censo de 2008, a população total da cidade era de 3 961 habitantes.